# رمی گومیس
رمی گومیس (انگلیسی: Rémi Gomis؛ زادهٔ ۱۴ فوریهٔ ۱۹۸۴) بازیکن فوتبال اهل فرانسه است.
از باشگاه‌هایی که در آن بازی کرده‌است می‌توان به باشگاه فوتبال لوانته، باشگاه فوتبال والنسین، باشگاه فوتبال کان، و باشگاه فوتبال نانت اشاره کرد.
وی همچنین در تیم ملی فوتبال سنگال بازی کرده‌است.